# José Castilla Pascual
Coronel José Germán Castilla Pascual fue un militar mexicano que participó en la Revolución mexicana. Nació en Campeche el 21 de agosto de 1872. Durante la campaña maderista (Revolución Maderista) fue el segundo del entonces Coronel Manuel García Brito. En 1913 se levantó en armas en contra de Victoriano Huerta, por lo que fue fusilado en compañía de sus dos hijos en el Castillo San Román, de la capital de Campeche. Es conocido por ser uno de los impulsores de la Revolución mexicana en ese estado. 